# Lagenandra toxicaria
Lagenandra toxicaria är en kallaväxtart som beskrevs av Nicol Alexander Dalzell. Lagenandra toxicaria ingår i släktet Lagenandra och familjen kallaväxter. IUCN kategoriserar arten globalt som livskraftig. Inga underarter finns listade.

## Bildgalleri

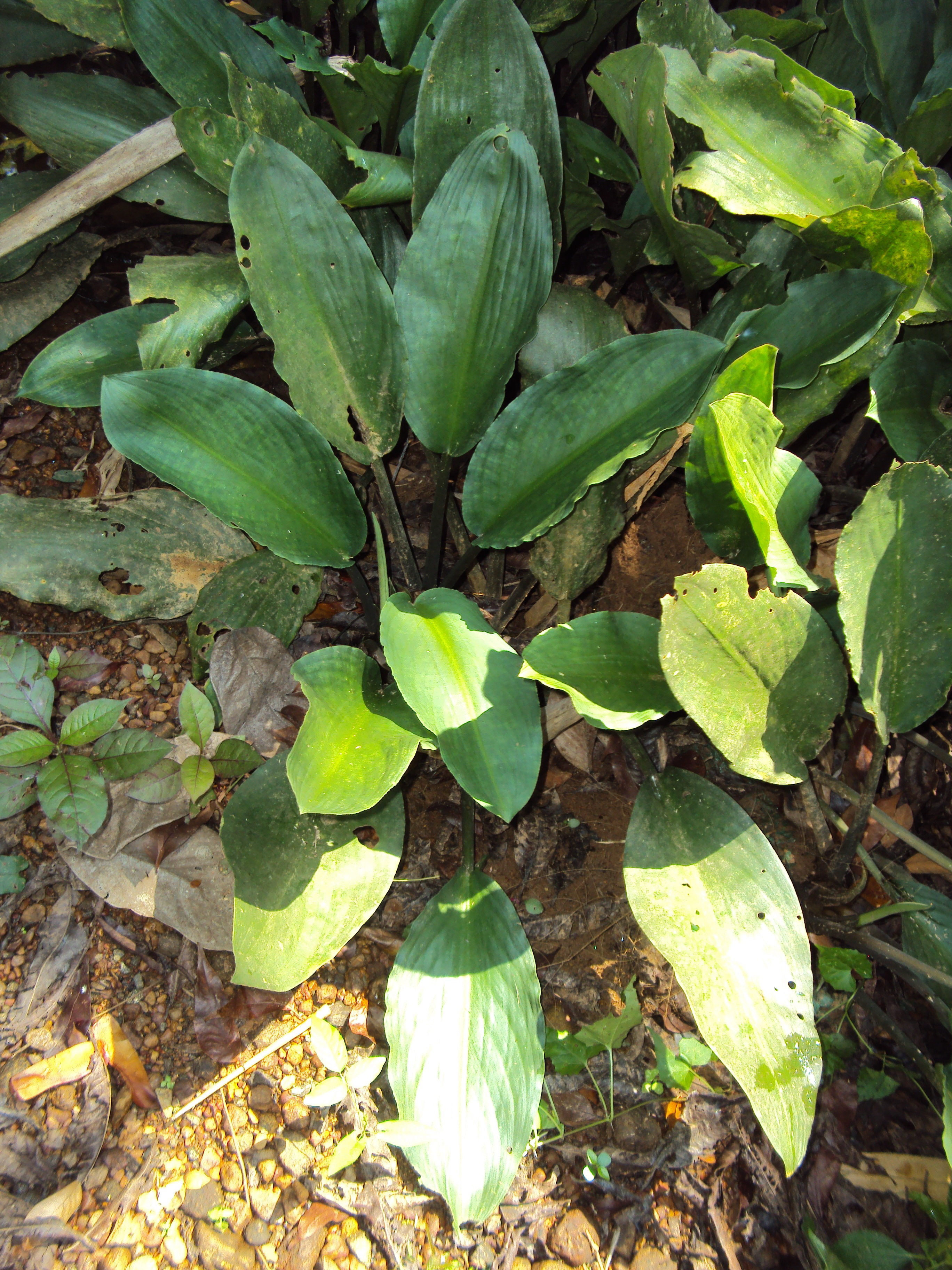
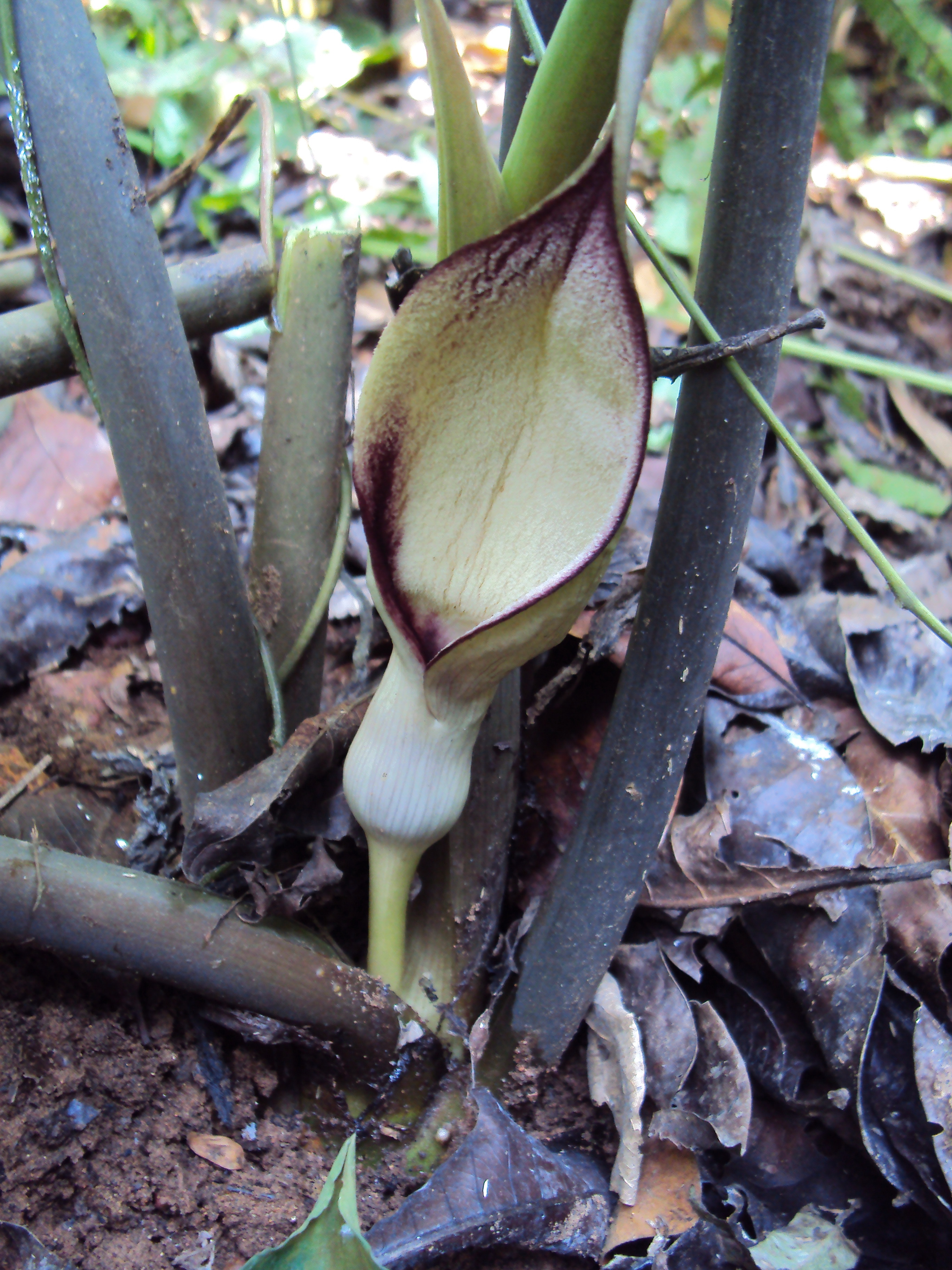
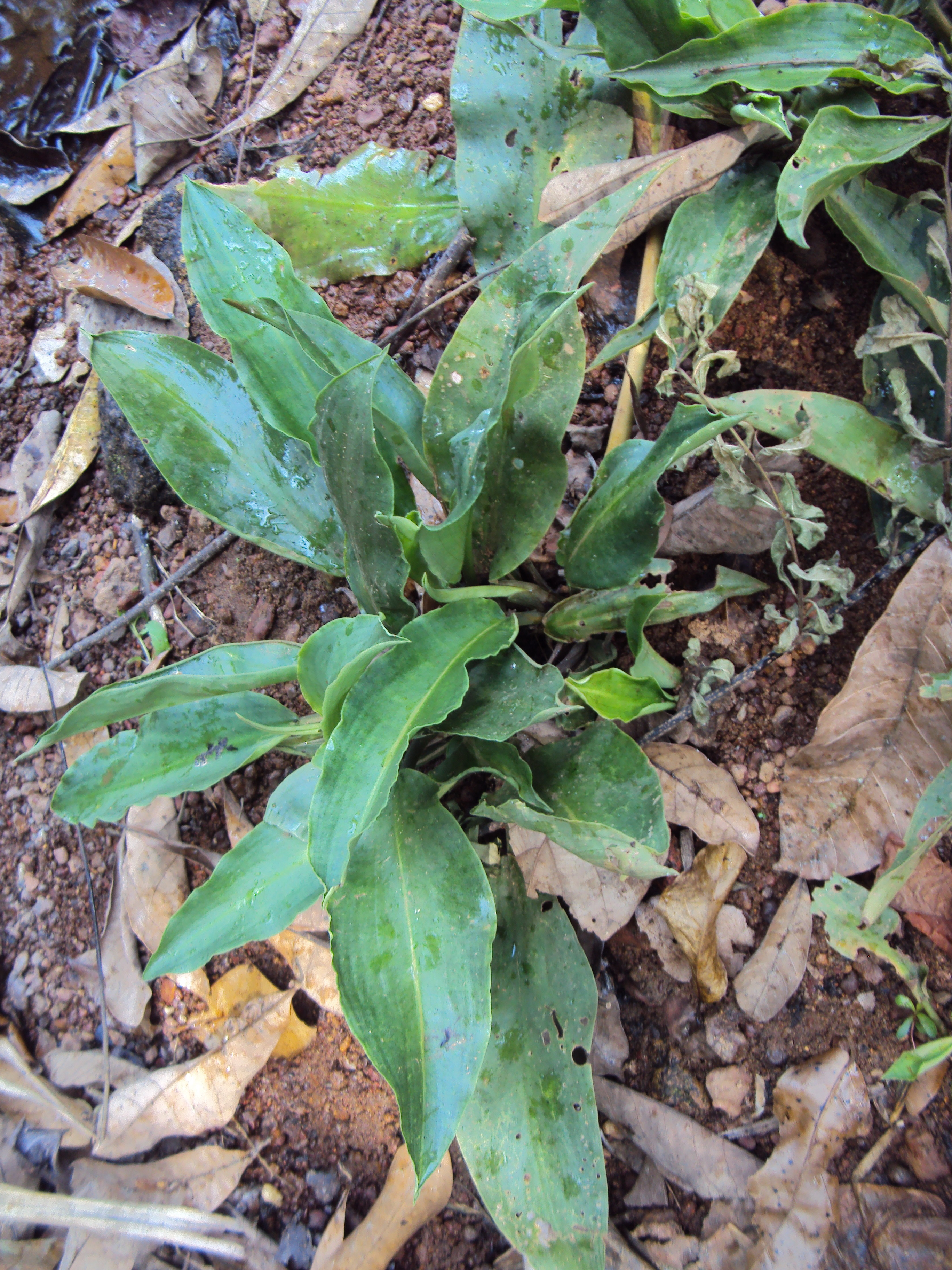
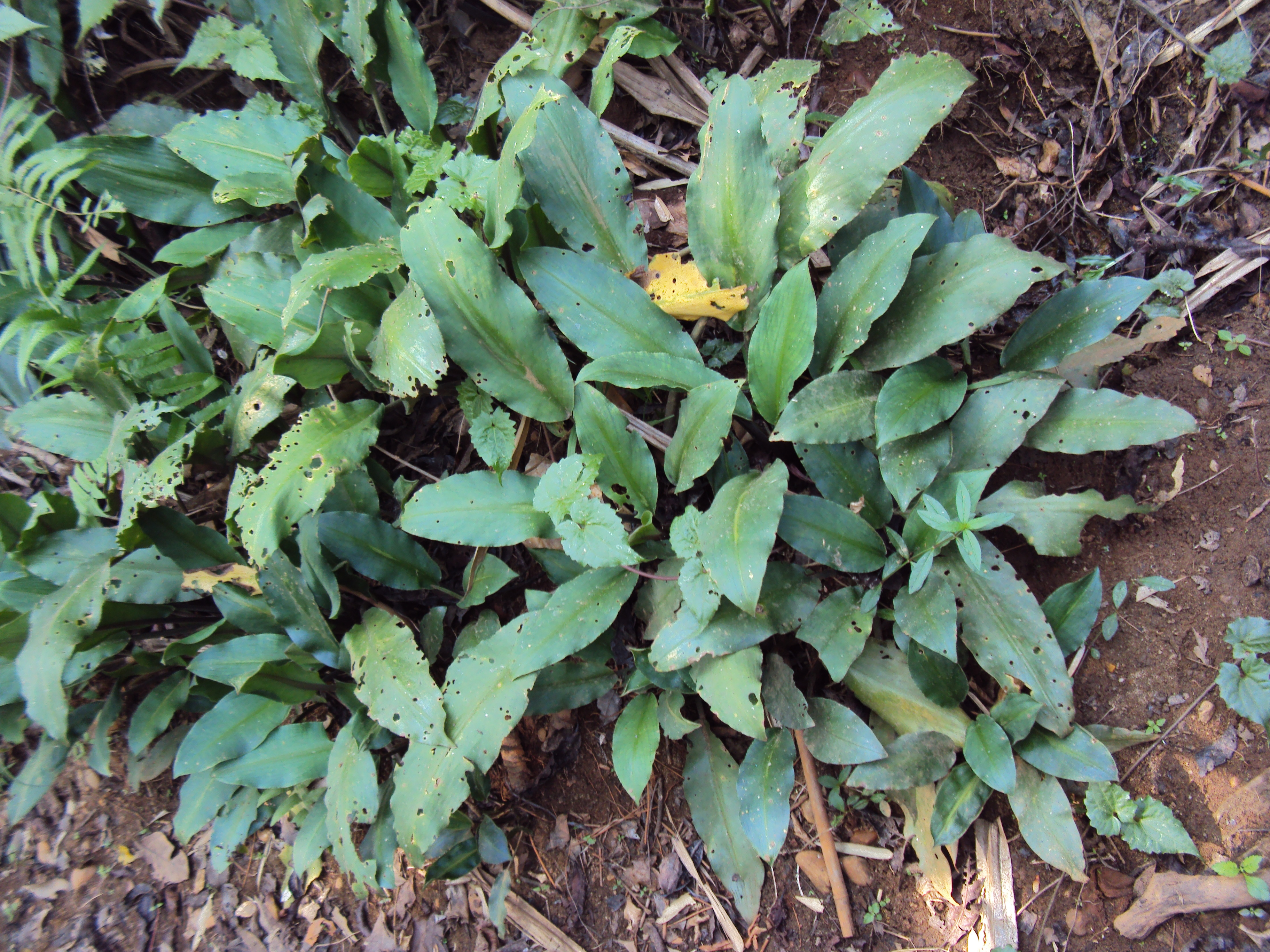